# Auguste Duméril
Auguste Henri André Duméril (Paris, 30 de novembro de 1812 – Paris, 12 de novembro de 1870) foi um zoólogo, herpetólogo e ictiólogo francês. Foi professor de Herpetologia e Ictiologia do Museu Nacional de História Natural da França, em 1857. Era filho do renomado zoólogo André Marie Constant Duméril (1774–1860).

## Biografia
Duméril estudou na Universidade de Paris, e em 1844 tornou-se professor associado de fisiologia comparada da universidade. Em 1851, junto com seu pai, publicou o "Catálogo Metódico da coleção dos répteis". Nesse mesmo ano, tornou-se naturalista assistente do Museu, como sucessor de Gabriel Bibron (1805–1848), morto prematuramente em 1848. Junto com o zoólogo Marie Firmin Bocourt (1819–1904), colaborou num projeto chamado Missão científica no México e na América Central, onde a seção de anfíbios é assinada por Paul Brocchi (1838–1898) e cuja publicação que resultou de uma expedição científica realizada entre 1864 e 1866. A seção sobre os répteis é considerada como o melhor empreendimento já publicado no campo da Herpetologia.
Duméril morreu em 1870 durante o Cerco de Paris e a Missão científica no México e na América Central foi continuada por Marie Firmin Bocourt (1873–1897), Léon Vaillant (1834–1914), Fernand Angel (1881–1950) e outros cientistas. Como parte da Coleção da Comitiva de Buffon (1707–1788), ele publicou um estudo sobre ictiologia sob o título de "História natural dos peixes, ou Ictiologia geral (1865, 1870), pesquisa que complementou os trabalhos de Georges Cuvier (1769–1832) e Achille Valenciennes (1794–1865) ao descrever espécies não abordadas pelos dois famosos naturalistas. Duméril também realizou importante pesquisa envolvendo a salamandra mexicana, também conhecida como axolote ou Ambystoma mexicanum que publicou como "Création d'une race blanche d'axolotls à la ménagerie des reptiles du Muséum d'histoire naturelle et remarques sur la transformation de ces batraciens."

## Obras
- Catalogue méthodique de la collection des reptiles du Muséum d’Histoire Naturelle de Paris. Gide et Baudry, Paris 1851
- Description des reptiles nouveaux ou imparfaitement connus de la collection du Muséum d'histoire naturelle et remarques sur le classification et les caractères des reptiles. Deuxième Mémoire. In: Archives du Muséum d'Histoire Naturelle, Paris. Vol. 8, Paris 1856, pp. 437–588.
- Description des reptiles nouveaux ou imparfaitement connus de la collection du Muséum d'histoire naturelle et remarques sur le classification et les caractères des reptiles. Premier Mémoire. In: Archives du Muséum d'Histoire Naturelle, Paris. Vol. 6, Paris 1852, pp. 209–264.
- Erpétologie Générale ou Histoire Naturelle Complète des Reptiles. 9 vols. 1 atlas, Librairie Encyclopédique de Roret, Paris 1834–1854 - con G. Bibron y A. H. C. Duméril
- Études sur les reptiles. Mission Scientifique au Mexique et dans l’Amérique Centrale. – Recherches zoologiques. 3ª paridad. – Iª Sección. Études sur les reptiles, Imprimerie Imperiale, Paris 1870–1900 - con Marie Firmin Bocourt (1873-1897) e Marie François Mocquard (1834-1917)
- Histoire naturelle des poissons ou Ichtyologie générale. 2 vols. Librairie encyclopèdique de Roret, Paris 1865–1870.
- L’évolution du foetus. Fain et Thunot, Paris 1846
- Monographie de la tribu des torpédiniens ou raies électriques comprenant un genre nouveau, trois espèces nouvelles et deux espèces nommées dans le musée de Paris, mais non encore décrites. In: Revue et magasin de zoologie pure et appliquée. 2ª época, vol. 4, Nº 4-6, 1852, S. 176–189, pp. 227–244, pp. 270–285
- Note sur un nouveau genre de Reptiles Sauriens, de la famille des Chalcidiens (le Lépidophyme), et sur le rang que les Amphisbéniens doivent occuper dans la classe des Reptiles. In: Revue et magasin de zoologie pure et appliquée. 2ª Edição, vol. 4, Nº 9, 1852, pp. 401–414.
- Reproduction dans la ménagerie des reptiles au Muséum d'histoire naturelle, des axolotls, batraciens urodèles à branchies persistantes, de Mexico (Siredon mexicanus vel Humboldtii), qui n'avaient encore jamais été vus vivants en Europe, Gauthier-Villars (Paris), 1865.